# Gunung Tiga (Pugung)
Gunung Tiga is een bestuurslaag in het regentschap Tanggamus van de provincie Lampung, Indonesië. Gunung Tiga telt 795 inwoners (volkstelling 2010).